# Simone II di Lorena
Simone II di Lorena (1140 – Sturzelbronn, 14 gennaio 1206) fu Duca di Lorena dal 1176 al 1206.

## Origine
Sia secondo la Genealogica ex Stirpe Sancti Arnulfi descendentium Mettensis, che secondo la Chronica Albrici Monachi Trium Fontium, Simone era il figlio maschio primogenito del Duca di Lorena, Mattia II e della moglie, Giuditta, detta anche Berta, nipote del re di Germania, Corrado III di Svevia, come ci confermano sia la Genealogica ex Stirpe Sancti Arnulfi descendentium Mettensis, che le Gesta Friderici Imperatoris Ottonis Frisingensis I, sorella di Federico Barbarossa, futuro imperatore e figlia di Federico II duca di Svevia, sempre secondo le Gesta Friderici Imperatoris Ottonis Frisingensis I e di Giuditta di Baviera, come ci conferma la Historia Welforum Weingartensis.
Sempre sia secondo la Genealogica ex Stirpe Sancti Arnulfi descendentium Mettensis, che secondo la Chronica Albrici Monachi Trium Fontium, Mattia I di Lorena era il figlio maschio primogenito del Duca di Lorena, Simone I e, come ci viene confermato dal documento Cart. Fol VIII dei Documents rares ou inédits de l'histoire des Vosges (Epinal), Tome X, di Adelaide di Lovanio(† 1158), figlia di Gertrude delle Fiandre (matrigna di Simone, come ci confermano sia il documento CVII del Cartulaire de l'Abbaye de Saint-Bertin che la Genealogica Comitum Flandriæ Bertiniana, Continuatio) e di Enrico III di Lovanio, come ci viene confermato dal sächsische weltchronik.

## Biografia
Simone col fratello Federico (filiorum meorum Simonis et Friderici) viene citato, per la prima volta, in un documento della Histoire de Lorraine, volume 6 del 1166, inerente ad una donazione fatta dal padre, Mattia I, assieme a diversi familiari.
Simone compare ancora citato assieme alla madre ed ai fratelli in un documento della Histoire de Lorraine, volume 6, in cui il padre, Mattia I, nel 1172, confermò i diritti dell'Abbazia di Clairlieu.
Suo padre, Mattia I, morì nel 1176, nell'Abbazia di Clairlieu, dove si era ritirato; secondo L'obituaire de l'abbaye de Saint-Mansuy-lès-Toul, Mattia (Mathaeus dux Lothoringiae) morì il 14 maggio (14-V).
A Mattia succedette Simone, il figlio primogenito, come ci viene confermato dalla Genealogica ex Stirpe Sancti Arnulfi descendentium Mettensis; infatti, Simone in una lettera della Histoire de Lorraine, volume 6, datata 1176, si cita come duca di Lorena (Simon dei gratia Lotharingiæ dux), ed in una lettera successiva, duca e marchese di Lorena.
Simone poi mantenne il titolo di duca e marchese di Lorena (Simon Lotharingiæ dux et marchio) come ci viene confermato da diversi documenti, inerenti a donazioni all'abbazia di Chaumousey dei Documents rares ou inédits de l'histoire des Vosges (Epinal), Tome X.
Secondo lo storico, Georges Poull, nel suo libro La Maison ducale de Lorraine (1994) (non consultato), sua madre, Giuditta, gli aveva sempre preferito il fratello Federico, e perciò Simone venne costretto a convocare un'assemblea di nobili per assicurare la sua successione. Egli venne costretto a riconoscere alcuni privilegi feudali al fratello e venne obbligato ad accogliere un parlamento di Lorena. Egli inoltre dovette cedere la Contea di Bitche come appannaggio a Federico, il quale non era soddisfatto e si era rivoltato contro Simone. La guerra civile, che perdurò per tre anni, sino al Trattato di Ribemont, secondo il quale Simone trattenne per sé solo la Bassa Lorena, e a Federico sarebbe spettata la parte a nord; un documento della Histoire de Lorraine, volume 6, datato 1179, attesta l'accordo raggiunto dai due fratelli con la mediazione del conte di Fiandra, di Vermandois e di Valois, Filippo d'Alsazia.
In quegli anni, Simone diede il consenso all'abbazia di Gorze di costruire un mulino.
Nel 1188, Simone II (Simon dux Lotharingiæ consanguineus noster), assieme al fratello, Federico (Fredericus dux de Bites consanguineus noster), ed altri notabili, a Toul, furono testimoni del giuramento del Re di Germania, Enrico VI di Svevia (Henricus Sextus...Romanorum rex). Nel 1199 firmò la dichiarazione dei principi di Spira, risultando sostenitore degli Staufer nella disputa sul trono tedesco.
In un anno imprecisato, Simone fece una donazione all'Abbazia di Remiremont, per la salvezza della sua anima e di tutti i suoi predecessori.
Nel 1202, cedette la sovranità della Contea di Vaudémont al Conte Teobaldo I di Bar.
Dopo essersi ritirato in monastero, Simone II morì nel 1206, secondo gli Obituaires de Sens Tome I.1, Abbaye de Saint-Denis, il 14 gennaio (XVIIII Kal Feb) oppure il 31 marzo (II Kal Apr) e fu tumulato nell'Abbazia di Sturzelbronn.
Siccome era senza discendenza, gli succedette il fratello, Federico, come Federico I, anche se secondo la Chronica Albrici Monachi Trium Fontium, Simone avesse indicato come suo successore il nipote, Federico, figlio di Federico I.

## Matrimoni e discendenza

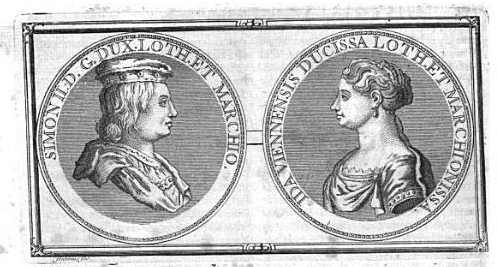
Simone II con la moglie Ida

Simone si sposò due volte. La prima volta con Agnese di Veldenz, figlia del conte di Veldenz, Gerlach I, come ci conferma lo storico, Georges Poull, nel suo libro La Maison ducale de Lorraine (1994) (non consultato). Simone da Agnese non ebbe discendenza.
Successivamente, nel 1190, come ci viene confermato dalle Preuves de l'histoire de l'illustre Maison de Colini, Simone sposò, in seconde nozze, Ida († 1227), figlia di Gerardo I, Conte di Mâcon e di Vienne e di Lauretta di Salins; anche Ida era al suo secondo matrimonio, essendo vedova del suo primo marito, Umberto II, signore di Coligny. Simone anche da Ida non ebbe discendenza.

## Ascendenza
|                       |                      |                        | Genitori                 |  |  | Nonni |  |  | Bisnonni               |  |  | Trisnonni         |  |
|                       |                      |                        |                          |  |  |       |  |  | Teodorico II di Lorena |  |  | Gerardo di Lorena |  |
|                       |                      |                        |                          |  |  |       |  |  | Teodorico II di Lorena |  |  | Gerardo di Lorena |  |
|                       |                      | Edvige di Namur        |                          |  |  |       |  |  | Teodorico II di Lorena |  |  |                   |  |
| Simone I di Lorena    |                      |                        |                          |  |  |       |  |  | Teodorico II di Lorena |  |  |                   |  |
|                       |                      | Edvige di Formbach     | Federico di Formbach     |  |  |       |  |  |                        |  |  |                   |  |
|                       |                      | Edvige di Formbach     | Federico di Formbach     |  |  |       |  |  |                        |  |  |                   |  |
|                       |                      | Edvige di Formbach     | Gertrude di Haldensleben |  |  |       |  |  |                        |  |  |                   |  |
| Mattia I di Lorena    |                      | Edvige di Formbach     |                          |  |  |       |  |  |                        |  |  |                   |  |
|                       |                      | Enrico III di Lovanio  | Enrico II di Lovanio     |  |  |       |  |  |                        |  |  |                   |  |
|                       |                      | Enrico III di Lovanio  | Enrico II di Lovanio     |  |  |       |  |  |                        |  |  |                   |  |
|                       |                      | Enrico III di Lovanio  | Adelaide di Betuwe       |  |  |       |  |  |                        |  |  |                   |  |
| Adelaide di Lovanio   |                      | Enrico III di Lovanio  |                          |  |  |       |  |  |                        |  |  |                   |  |
|                       |                      | Gertrude delle Fiandre | Roberto I di Fiandra     |  |  |       |  |  |                        |  |  |                   |  |
|                       |                      | Gertrude delle Fiandre | Roberto I di Fiandra     |  |  |       |  |  |                        |  |  |                   |  |
|                       |                      | Gertrude delle Fiandre | Gertrude Billung         |  |  |       |  |  |                        |  |  |                   |  |
| Simone II di Lorena   |                      | Gertrude delle Fiandre |                          |  |  |       |  |  |                        |  |  |                   |  |
|                       | Federico I di Svevia | Federico di Büren      |                          |  |  |       |  |  |                        |  |  |                   |  |
|                       | Federico I di Svevia | Federico di Büren      |                          |  |  |       |  |  |                        |  |  |                   |  |
|                       | Federico I di Svevia | Ildegarda di Egisheim  |                          |  |  |       |  |  |                        |  |  |                   |  |
| Federico II di Svevia | Federico I di Svevia |                        |                          |  |  |       |  |  |                        |  |  |                   |  |
|                       |                      | Agnese di Waiblingen   | Enrico IV di Franconia   |  |  |       |  |  |                        |  |  |                   |  |
|                       |                      | Agnese di Waiblingen   | Enrico IV di Franconia   |  |  |       |  |  |                        |  |  |                   |  |
|                       |                      | Agnese di Waiblingen   | Berta di Savoia          |  |  |       |  |  |                        |  |  |                   |  |
| Berta di Hohenstaufen |                      | Agnese di Waiblingen   |                          |  |  |       |  |  |                        |  |  |                   |  |
|                       |                      | Enrico IX di Baviera   | Guelfo I di Baviera      |  |  |       |  |  |                        |  |  |                   |  |
|                       |                      | Enrico IX di Baviera   | Guelfo I di Baviera      |  |  |       |  |  |                        |  |  |                   |  |
|                       |                      | Enrico IX di Baviera   | Giuditta di Fiandra      |  |  |       |  |  |                        |  |  |                   |  |
| Giuditta di Baviera   |                      | Enrico IX di Baviera   |                          |  |  |       |  |  |                        |  |  |                   |  |
|                       |                      | Wulfhilde di Sassonia  | Magnus di Sassonia       |  |  |       |  |  |                        |  |  |                   |  |
|                       |                      | Wulfhilde di Sassonia  | Magnus di Sassonia       |  |  |       |  |  |                        |  |  |                   |  |
|                       |                      | Wulfhilde di Sassonia  | Sofia d'Ungheria         |  |  |       |  |  |                        |  |  |                   |  |
|                       |                      | Wulfhilde di Sassonia  |                          |  |  |       |  |  |                        |  |  |                   |  |

### Fonti primarie
- (DE)  Monumenta Germaniae Historica, sächsische weltchronik, tomus II.
- (LA)  Monumenta Germaniae Historica, Liber Memorialis, tomus I.
- (LA)  Monumenta Germaniae Historica, Scriptores, tomus IX.
- (LA)  Monumenta Germaniae Historica, Scriptores, tomus XX.
- (LA)  Monumenta Germaniae Historica, Scriptores, tomus XXI.
- (LA)  Monumenta Germaniae Historica, Scriptores, tomus XXIII.
- (LA)  Monumenta Germaniae Historica, Scriptores, tomus XXV.
- (LA)  L'obituaire de l'abbaye de Saint-Mansuy-lès-Toul.
- (LA)  Histoire de Lorraine, ... depuis l'entree de Jules-Cesar dans les ..., Volume 6.
- (LA)  Histoire de Lorraine, ... depuis l'entree de Jules-Cesar dans les ..., Volume 5.
- (LA)  Obituaires de la province de Sens. Tome 1 / Tome 1 / Partie 1l.
- (LA)  L'obituaire de l'abbaye de Saint-Mansuy-lès-Toul.
- (LA)  Cartulaire de l'Abbaye de Saint-Bertin.
- (LA)  Documents rares ou inédits de l'histoire des Vosges (Epinal), Tome X.
- (LA)  Cartulaire de l´abbaye de Gorze.
- (LA)  Preuves de l'histoire de l'illustre Maison de Coligny.